# 77-я пехотная дивизия (Российская империя)
77-я пехотная дивизия — пехотное соединение в составе Русской императорской армии.

## История дивизии
Сформирована в июле 1914 года из кадра 41-й пехотной дивизии. Вошла в состав 2-й армии Северо-Западного фронта. 02.09.1914 включена в формируемый 27-й армейский корпус в составе Варшавского отряда Северо-Западного фронта. 23.10.1914 выведена из состава корпуса и направлена в крепость Ковна.

77-я пехотная дивизия добросовестно исполняла свой долг, составив с 100-й пехотной дивизией XLVI корпус в Полесье, на Стоходе. Осенью 1916 года она не выказала особенной стойкости. 
77-я артиллерийская бригада сформирована в июле 1914 года по мобилизации в Казани из кадра, выделенного 41-й артиллерийской бригадой.
В начале июля 1915 г. дивизия активно участвовала в Грубешовском сражении. Дивизия — участница Люблин-Холмского сражения 9 — 22 июля 1915 г.

## Состав дивизии
- 1-я бригада
  - 305-й пехотный Лаишевский полк
  - 306-й пехотный Мокшанский полк
- 2-я бригада
  - 307-й пехотный Спасский полк
  - 308-й пехотный Чебоксарский полк
- 77-я артиллерийская бригада

## Командование дивизии
(Командующий в дореволюционной терминологии означал временно исполняющего обязанности начальника или командира).

### Начальники дивизии
- 19.07.1914 — 25.08.1915 — генерал-майор (с 08.05.1915 генерал-лейтенант) Барановский, Лев Степанович
- 25.08.1915 — 30.09.1917 — генерал-майор (с 10.04.1916 генерал-лейтенант) Леонтьев, Владимир Георгиевич
- 30.09.1917 — xx.xx.1918 — командующий генерал-майор Кадошников, Андрей Фёдорович

### Начальники штаба дивизии
- 02.10.1914 — 25.10.1915 — полковник Яковлев, Александр Алексеевич
- 06.12.1915 — 14.08.1917 — и. д. подполковник Шлидт, Генрих Иванович
- 14.08.1917 — 19.01.1918 — и. д. капитан (с 15.08.1917 подполковник) Андрусов, Константин Николаевич

### Командиры бригады
- 05.08.1914 — 03.04.1915 — генерал-майор Абаканович, Павел Константинович
- 03.04.1915 — 11.05.1917 — генерал-майор Фёдоров, Николай Иванович
- 11.05.1917 — 29.05.1917 — генерал-майор Ибрагимов, Магомед Чанкаевич
- 04.07.1917 — хх.хх.хххх — полковник Даценко, Дмитрий Дмитриевич

### Командиры 77-й артиллерийской бригады
- 25.07.1914 — 13.04.1916[4] — полковник (с 01.09.1915 генерал-майор) князь Ухтомский, Александр Владимирович
- 12.05.1916 — хх.хх.хххх — полковник (с 08.10.1916 генерал-майор) Старов, Владимир Павлович